# Лондонски мирен договор (1913)
Лондонският мирен договор от 17 май (30 май по нов стил) 1913 година е договор между държавите от Балканския съюз (България, Сърбия, Гърция и Черна гора) и Османската империя, с който се слага край на Балканската война (1912 – 1913). Претърпяла поражение във войната, Османската империя е принудена да отстъпи на съюзниците почти всичките си балкански владения (в т.ч. Македония, Албания, Епир, Косово, Санджак, Беломорска и Одринска Тракия). Договорът урежда създаването на албанска държава. Споровете между България, Сърбия и Гърция за подялбата на Македония остават нерешени и това води до избухването на Междусъюзническата война (юни 1913).

## Лондонска конференция
В първия период на бойните действия за малко повече от месец (от края на септември до началото на ноември 1912) съюзническите армии завладяват почти всички европейски владения на Османската империя. Османските войски задържат обсадените крепости Одрин, Шкодра и Янина. Неуспехът на българите в първата битка при Чаталджа (4 – 5 ноември) води до патова ситуация на фронта. На 20 ноември е сключено Чаталджанското примирие. Едно от условията му е преговорите за мирния договор да започнат до края на месеца.

### Преговори след първото примирие
Мирната конференция е открита в двореца „Сейнт Джеймс“ в Лондон на 3 декември. Преговорите са между османска делегация (ръководена от министъра на търговията Мустафа Решид паша) и балканските съюзници (Стоян Данев от българска страна, Стоян Новакович от сръбска, Лазар Миюшкович от черногорска, Елевтериос Венизелос от гръцка). Участие взема и Гърция, макар и да продължава бойните действия в Епир и Егейско море. Паралелно с конференцията в британската столица се провеждат и съвещания на посланиците на Великите сили (Великобритания, Франция, Русия, Австро-Унгария, Италия и Германия). Техните решения поставят предели върху придобивките на балканските съюзници. Едно от тях е, че Османската империя трябва да запази цялото северно крайбрежие на Мраморно море, което ще подсигури контрола ѝ върху Дарданелите и Босфора. Второто (взето на 8 декември) е за създаване на албанска държава.
На 15 декември Решид паша предлага създаване на автономни области Македония и Албания под сюзеренитета на султана и допуска присъединяване към България на територията от Беломорието между Кавала и Дедеагач, като останалата част от Одрински вилает и островите в близост до Дарданелите да останат в Османската империя. Българското правителство обаче пропуска стратегическата възможност да има автономна Македония, по подобие на бившата Източна Румелия, и да се договори с турците за Беломорска Тракия и Странджа. Фердинанд настоява за държавна граница по линията Мидия - Родосто с остров Самотраки (в краен случай линията Мидия – Сарос, която е границата на компактно заселените с българи земи в Тракия) и вярва, че цяла Македония със Солун ще е негова. Тези стремежи на българската дипломация срещат съпротивата на Великите сили и особено на Русия, която разглежда Родосто като част от хинтерланда на Цариград, който рано или късно трябва да бъде присъединен към Русия. В крайна сметка турският план е отхвърлен от съюзниците. Под силното давление на Силите България отстъпва малко и се съгласява да получи заедно със съюзниците си всички територии на запад от линията Мидия–Енос, евентуално с корекцията втората ѝ точка (при Бяло море) да е някъде между Енос и Сарос. Под натиск от Австро-Унгария и Италия Сърбия е принудена да се откаже от излаз на Адриатическо море, а Гърция – от аспирациите си към Вльора. В замяна на това на Белград са обещани икономически компенсации (безмитен транспорт и железница през Северна Албания), а на Атина – благоприятно решение за принадлежността на Крит и егейските острови (без Додеканезите).
Преговорите се проточват заради неотстъпчивостта на османците по отношение на Одринска Тракия. На 4 януари 1913 г. посланиците на Австро-Унгария, Германия, Италия, Франция и Англия в Цариград подават колективна нота до османското правителство, с която го приканват да отстъпи Одрин на България и да предостави егейските острови на разпореждане на Великите сили. Правителството на Кямил паша взема решение да се подчини на нотата, но ден по-късно (10 януари) е свалено в резултат на държавен преврат, извършен от младотурските дейци Енвер бей и Талаат бей. Новото османско правителство начело с Махмуд Шевкет паша протака отговора си и на 16 януари съюзниците прекъсват мирните преговори.

### Преговори след второто примирие
След младотурския преврат османците предприемат контраофанзива в Одринска Тракия, но търпят тежки поражения при Булаир (януари 1913 г.), Янина (февруари) и Одрин (март) и са принудени за втори път да искат мир.
Заседанията на Лондонската конференция са възобновени на 18 април (1 май нов стил) 1913 г., но се проточват заради конфликта между Черна гора и Австро-Унгария за Шкодра. Още през март по настояване на австро-унгарците Великите сили се договарят градът да влезе в пределите на бъдещата албанска държава. В края на същия месец силите (без Русия) устройват военноморска демонстрация в Адриатическо море до черногорския бряг. Въпреки това на 10 април (23-ти по нов стил) черногорските войски влизат в крепостта, опразнена от турския гарнизон. В отговор Австро-Унгария заплашва, че ще прати войски в Северна Албания, и по съвет на руския император черногорският крал Никола отстъпва от Шкодра.
Междувременно се изострят споровете между България, Сърбия и Гърция за подялбата на Македония, отнета от османците. Под натиска на британския външен министър Едуард Грей трите страни се съгласяват да сключат мирен договор с Османската империя, но без да преодолеят разногласията помежду си.

## Условия
Условията на Лондонския договор, договорени с посредничеството на Централните сили и Антантата, са следните:
- Османската империя отстъпва на съюзниците всичките си владения на запад от линията Енос (на Егейско море) – Мидия (на Черно море), без Албания (член 2).
- Уреждането на границите и устройството на албанската държава се поверява на големите европейски държави – Великобритания, Франция, Русия, Германия, Австро-Унгария и Италия (чл. 3).
- Османската империя се отказва от суверенитета си над остров Крит (чл. 4), който е присъединен към Гърция.
- Решението за статута на егейските острови и полуостров Атон, окупирани от Гърция през войната, е предоставено на европейските сили (чл. 5).
- Член 6 от договора излъчва международна комисия, която трябва да реши финансовите въпроси (уреждане на военните дългове и разпределянето на част от османския дълг между държавите, придобили бивши османски територии).